# Calanthe cruciata
Calanthe cruciata är en orkidéart som beskrevs av Rudolf Schlechter. Calanthe cruciata ingår i släktet Calanthe och familjen orkidéer. Inga underarter finns listade i Catalogue of Life.